# Орден Кармельской Богоматери и святого Лазаря Иерусалимского

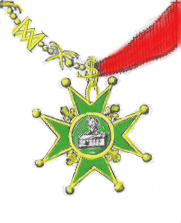
Реверс креста ордена

Королевский орден Кармельской Богоматери и святого Лазаря Иерусалимского — рыцарский орден королевской Франции. Возник путём слияния двух рыцарских орденов — святого Лазаря и Кармельской Богоматери.

## История
Орден Святого Лазаря был основан крестоносцами в Палестине в 1098 году. После ухода крестоносцев из Палестины орден обосновался в ряде европейских стран, в первую очередь, во Франции и Савойе.
В 1572 году савойская часть ордена объединилась с орденом святого Маврикия в орден Святых Маврикия и Лазаря, который затем стал государственной наградой Королевства Италия, а после Второй мировой войны является династической наградой Савойского дома, утратившего престол.
16 февраля 1608 года королём Франции Генрихом IV был основан орден Кармельской Богоматери, во многом схожий с орденом Святого Лазаря. 31 октября того же года оба ордена были объединены. 5 июня 1668 года папа римский через своего легата во Франции кардинала герцога Вандомского подтвердил слияние орденов.
Крест ордена имел две стороны: красная лицевая (аверс) с изображением Богородицы в медальоне, и зелёная оборотная (реверс) с изображением в медальоне святого Лазаря. Лента ордена была амарантового (тёмно-красного) цвета, после 1773 года — зелёного.
Новый орден состоял в основном из дворян, однако иногда в него принимались также представители буржуазии. Великим магистром ордена был король Франции.
Во время революции собственность ордена была конфискована, многие члены ордена удалились в изгнание. Находящийся в эмиграции титулярный король Людовик XVIII продолжил вручение ордена. В России орден был пожалован генералиссимусу Суворову за военные действия против Французской республики, императору Павлу I, великому князю Константину Павловичу, графу Ростопчину, графу Палену, графу Кутайсову, графу Салтыкову, графу Сиверсу. В 1814 году, после взятия Парижа и Реставрации Бурбонов, кавалером ордена стал император Александр I.
Орден был окончательно упразднён после революции 1830 года.